# Diesbachia chani
Diesbachia chani är en insektsart som beskrevs av Bragg 200. Diesbachia chani ingår i släktet Diesbachia och familjen Diapheromeridae. Inga underarter finns listade i Catalogue of Life.